# Halmaherahök
Halmaherahök (Tachyspiza henicogramma) är en hökfågel i familjen hökar. Den förekommer i Indonesien.

## Utseende
Halmaherahök är en medelstor till stor (37–48 cm) hök som anpassat sig till att leva i skogsmiljöer och har därför påtagligt korta vingar och lång stjärt. Vidare är benen relativt långa och slanka. Fjäderdräkten är övervägande mörkgrå. Den verkar mestadels otecknad ovan men har täta rödaktiga tvärband undertill från översta delen av bröstet till undergumpen.

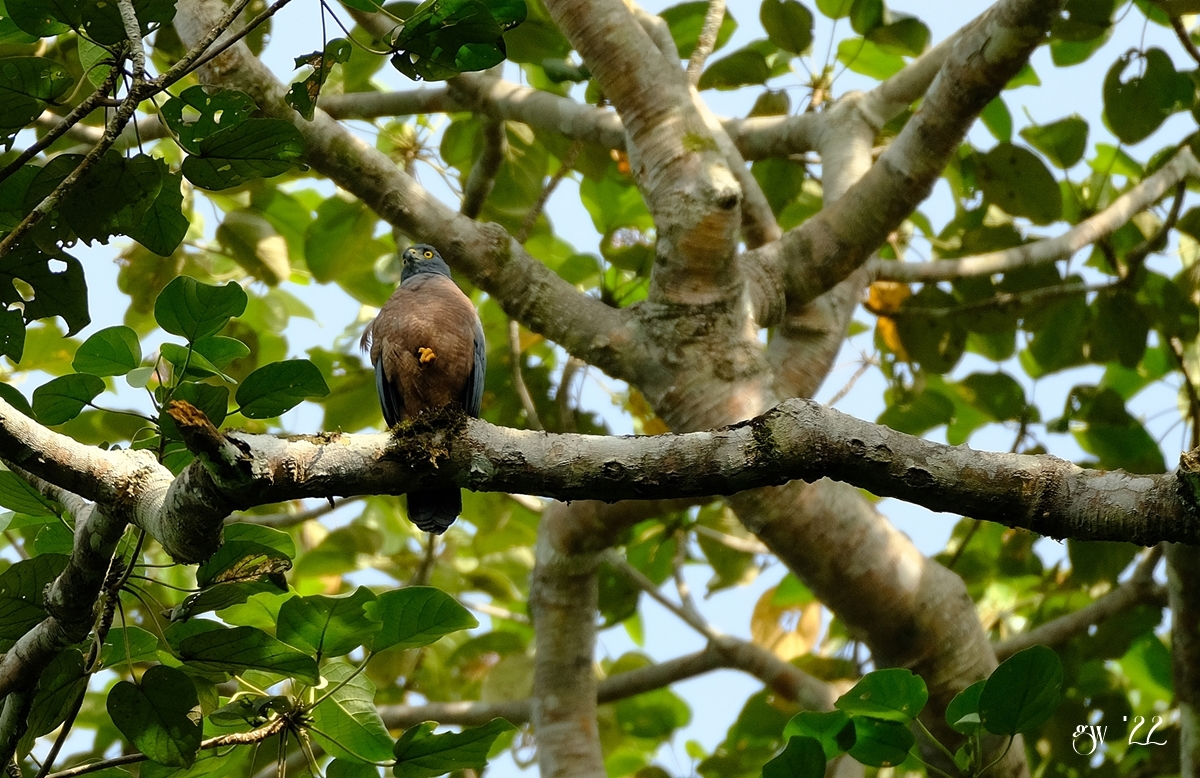

## Utbredning och systematik
Fågeln förekommer i norra Moluckerna (Bacan, Halmahera, Ternate och Morotai) i Indonesien. Den behandlas som monotypisk, det vill säga att den inte delas in i några underarter.

### Släktskap
Arten placerades tidigare i släktet Accipiter. Genetiska studier visar dock att släktet så som det traditionellt är konstituerat är parafyletiskt, där kärrhökarna i Circus är inbäddade, men också släktena Erythrotriorchis och Megatriorchis. För att kärrhökarna ska kunna behållas i ett eget släkte delas därför Accipiter delas upp i flera mindre släkten, däriblamd Tachyspiza.

## Status
Arten tros minska i antal till följd av skogsavverkningar. Världspopulationen uppskattas till mellan 1 500 och 7 000 vuxna individer. Internationella naturvårdsunionen IUCN kategoriserar den som nära hotad.

## Namn
På svenska har arten även kallats moluckduvhök. Den blev tilldelat ett nytt namn av BirdLife Sveriges taxonomikommitté 2022 för att betona att arten inte är nära släkt med duvhöken.